# Kerpert
Kerpert település Franciaországban, Côtes-d’Armor megyében. Lakosainak száma 269 fő (2022. január 1.). Kerpert Canihuel, Lanrivain, Magoar, Plésidy, Saint-Connan, Saint-Gilles-Pligeaux és Saint-Nicolas-du-Pélem községekkel határos.

## Népesség
A település népességének változása:
| Lakosok száma | 536  | 407  | 308  | 294  | 289  | 278  | 270  | 269  | 269  | 269  |
|               | 1968 | 1982 | 1990 | 2006 | 2013 | 2015 | 2017 | 2019 | 2020 | 2022 |